# Shadow Hearts: Covenant
Shadow Hearts: Covenant, também conhecido como Shadow Hearts 2, é um jogo eletrônico do gênero RPG do console Playstation 2, lançado em 2004. O jogo foi produzido pelo extinto estúdio japonês Nautilus e foi publicado, no Japão, pela divisão de jogos da Aruze Corp. Nos Estados Unidos e na Europa, foi publicado pela Midway Games. O título foi lançado em dois DVD-ROMs.
Sequência direta do primeiro Shadow Hearts, o jogo faz uma união entre a realidade da Primeira Guerra Mundial e a ficção dos RPGs japoneses. À época de seu lançamento, foi considerado um dos melhores RPGs do Playstation 2, tendo, inclusive, figurado entre os melhores lançamentos para o console em 2004. Apesar disso, suas vendas foram pouco expressivas; o que contribuiu para conseguir o status de "cult" entre os admiradores do gênero.
A história do jogo, que ocorre cerca de um ano e meio após os eventos do primeiro jogo, desenvolve-se principalmente a partir de elementos variados da demonologia e das tensões envolvendo os países participantes da guerra. Também faz referências a alguns eventos históricos, embora em forma fantasiada e folclórica, como na "lenda da princesa Anastásia" (sobre os eventos da Revolução Russa de 1917).